# Charles Patrick Fitzgerald
Charles Patrick Fitzgerald (* 1902 in London, England; † 13. April 1992 in Sydney, Australien) war Professor für ostasiatische Geschichte und verfasste wichtige Werke zur Geschichte Chinas.

## Leben
Fitzgerald wuchs in England auf. Seit 1923 lebte er in China; von 1946 bis 1950 arbeitete er dort für den British Council. Dann zog er nach Australien und war, obwohl er keinen akademischen Grad vorweisen konnte, von 1951 bis zu seiner Emeritierung 1967 Professor für ostasiatische Geschichte an der Australischen Nationaluniversität in Canberra. 1968 verlieh die Universität ihm die Ehrendoktorwürde. Von ihrer Gründung 1969 an war er Mitglied der Australischen Akademie der Geisteswissenschaften.

## Werke
In deutscher Übersetzung erschienen folgende Bücher:
- Revolution in China, Frankfurt am Main 1956 (zur Geschichte der Republik China 1911–1945)
- China. Von der Vorgeschichte bis zum 19. Jahrhundert, München 1967 (ein Band von Kindlers Kulturgeschichte, später außerhalb jener Reihe auch unter dem Titel Die Chinesen. Das Volk der Gegensätze erschienen)
- China bis heute. Geschichte, Kultur, Wirtschaft und Gesellschaft in 3000 Jahren, Köln 1974